# Nolo
Nolo er en melding i kortspil som f.eks. l'hombre og whist, der betyder, at melderen enten påtager sig at undgå at få stik eller skal tage så få stik som muligt.
I whist kaldes denne melding også sol.